# Сан Куирино
Сан Куирѝно (на италиански: San Quirino; на фриулски: San Quarin, Сан Куарин) е малко градче и община в Северна Италия, провинция Порденоне, автономен регион Фриули-Венеция Джулия. Разположено е на 116 m надморска височина. Населението на общината е 4301 души (към 2010 г.).